# 拉法葉鎮區 (明尼蘇達州尼科萊特縣)
拉法葉鎮區（英語：Lafayette Township）是位於美國明尼蘇達州尼科萊特縣的一個行政鎮區。

## 歷史
拉法葉鎮區於1858年設立，得名自法國將軍、政治家，美國獨立戰爭將領拉斐德侯爵（Gilbert du Motier, Marquis de Lafayette）。

## 地方資料
拉法葉鎮區的面積為130.51平方千米，當中陸地面積為130.37平方千米，而水域面積為0.14平方千米。根據2020年美國人口普查的數據，當地共有人口700人，而人口密度為每平方千米5.36人。